# Olympische Sommerspiele 1956/Basketball
Bei den Olympischen Spielen 1956 in der australischen Metropole Melbourne wurde vom 22. November bis zum 1. Dezember ein Wettbewerb im Basketball für Männer ausgetragen.
Seit 1936 war es das vierte Mal, dass ein Basketball-Turnier bei Olympischen Sommerspielen ausgetragen wurde.
174 Spieler aus 15 Nationen ermittelten in 56 Spielen den Olympiasieger. Gespielt wurde im West Melbourne Stadium. Im Finale, welches im Royal Exhibition Building ausgetragen wurde, ging – zum vierten Mal – das Team der Vereinigten Staaten als Sieger hervor. Die US-Amerikaner bezwangen im Finale das Team der Sowjetunion mit 89:55. Den dritten Platz belegte das Team Uruguays, das Frankreich im Spiel um Platz 3 71:62 besiegte.

## Vorrunde
In vier Gruppen wurden die acht Teilnehmer der Viertelfinalspiele ermittelt: Die jeweils zwei Gruppenersten (grün unterlegt) qualifizierten sich für das Viertelfinale, die Gruppendritten und -vierten spielten in der Platzierungsrunde um die Ränge 9 bis 15.

### Gruppe A
Spiele
| Datum               | Team 1             | Team 2      | Ergebnis |
| ------------------- | ------------------ | ----------- | -------- |
| 23. Nov., 09:30 Uhr | Vereinigte Staaten | Japan       | 98:40    |
| 23. Nov., 13:30 Uhr | Philippinen        | Thailand    | 55:44    |
| 24. Nov., 15:00 Uhr | Vereinigte Staaten | Thailand    | 101:29   |
| 24. Nov., 21:30 Uhr | Japan              | Philippinen | 71:76    |
| 26. Nov., 09:00 Uhr | Thailand           | Japan       | 50:70    |
| 26. Nov., 20:00 Uhr | Vereinigte Staaten | Philippinen | 121:53   |

Tabelle
| Rang | Team               | Siege | Ndlg. | Körbe   | Diff. |
| ---- | ------------------ | ----- | ----- | ------- | ----- |
| 1.   | Vereinigte Staaten | 3     | 0     | 320:122 | +198  |
| 2.   | Philippinen        | 2     | 1     | 184:226 | −42   |
| 3.   | Japan              | 1     | 2     | 171:224 | −53   |
| 4.   | Thailand           | 0     | 3     | 123:226 | −103  |

### Gruppe B
Spiele
| Datum               | Team 1      | Team 2     | Ergebnis |
| ------------------- | ----------- | ---------- | -------- |
| 22. Nov., 21:30 Uhr | Sowjetunion | Kanada     | 97:59    |
| 23. Nov., 15:00 Uhr | Singapur    | Frankreich | 54:81    |
| 24. Nov., 09:00 Uhr | Kanada      | Singapur   | 85:58    |
| 24. Nov., 16:30 Uhr | Sowjetunion | Frankreich | 67:76    |
| 26. Nov., 15:00 Uhr | Sowjetunion | Singapur   | 91:42    |
| 26. Nov., 21:30 Uhr | Frankreich  | Kanada     | 79:62    |

Tabelle
| Rang | Team        | Siege | Ndlg. | Körbe   | Diff. |
| ---- | ----------- | ----- | ----- | ------- | ----- |
| 1.   | Frankreich  | 3     | 0     | 236:183 | +53   |
| 2.   | Sowjetunion | 2     | 1     | 255:177 | +78   |
| 3.   | Kanada      | 1     | 2     | 206:234 | −28   |
| 4.   | Singapur    | 0     | 3     | 154:257 | −103  |

### Gruppe C
Spiele
| Datum               | Team 1         | Team 2         | Ergebnis |
| ------------------- | -------------- | -------------- | -------- |
| 22. Nov., 20:00 Uhr | Südkorea       | Republik China | 76:83    |
| 23. Nov., 16:30 Uhr | Uruguay        | Bulgarien      | 70:65    |
| 24. Nov., 10:30 Uhr | Uruguay        | Republik China | 85:62    |
| 24. Nov., 13:30 Uhr | Bulgarien      | Südkorea       | 89:58    |
| 26. Nov., 10:30 Uhr | Republik China | Bulgarien      | 71:88    |
| 26. Nov., 16:30 Uhr | Uruguay        | Südkorea       | 83:60    |

Tabelle
| Rang | Team           | Siege | Ndlg. | Körbe   | Diff. |
| ---- | -------------- | ----- | ----- | ------- | ----- |
| 1.   | Uruguay        | 3     | 0     | 238:187 | +51   |
| 2.   | Bulgarien      | 2     | 1     | 242:199 | +43   |
| 3.   | Republik China | 1     | 2     | 216:249 | −33   |
| 4.   | Südkorea       | 0     | 3     | 194:255 | −61   |

### Gruppe D
Spiele
| Datum               | Team 1    | Team 2     | Ergebnis |
| ------------------- | --------- | ---------- | -------- |
| 23. Nov., 20:00 Uhr | Chile     | Brasilien  | 59:78    |
| 24. Nov., 20:00 Uhr | Brasilien | Australien | 89:66    |
| 26. Nov., 13:30 Uhr | Chile     | Australien | 78:56    |

Tabelle
| Rang | Team       | Siege | Ndlg. | Körbe   | Diff. |
| ---- | ---------- | ----- | ----- | ------- | ----- |
| 1.   | Brasilien  | 2     | 0     | 167:125 | +42   |
| 2.   | Chile      | 1     | 1     | 137:134 | +3    |
| 3.   | Australien | 0     | 2     | 122:167 | −45   |

## Platzierungsrunde um Rang 9 bis 15
In zwei Gruppen wurden die Teilnehmer der Platzierungsspiel ermittelt: Die beiden Erstplatzierten (hellgrün unterlegt) qualifizierten sich für die Platzierungsspiele um Rang 9 bis 12, die Gruppendritten und -vierte (dunkelgrün hinterlegt) qualifizierten sich für die Platzierungsspiele um Rang 13 bis 15.

### Gruppe 1
Spiele
| Datum               | Team 1         | Team 2         | Ergebnis |
| ------------------- | -------------- | -------------- | -------- |
| 27. Nov., 09:00 Uhr | Australien     | Thailand       | 87:48    |
| 27. Nov., 10:30 Uhr | Singapur       | Republik China | 64:67    |
| 28. Nov., 09:00 Uhr | Thailand       | Singapur       | 50:62    |
| 28. Nov., 13:30 Uhr | Australien     | Republik China | 73:86    |
| 29. Nov., 09:00 Uhr | Republik China | Thailand       | 62:52    |
| 29. Nov., 13:30 Uhr | Australien     | Singapur       | 98:74    |

Tabelle
| Rang | Team           | Siege | Ndlg. | Körbe   | Diff. |
| ---- | -------------- | ----- | ----- | ------- | ----- |
| 1.   | Republik China | 3     | 0     | 218:189 | +29   |
| 2.   | Australien     | 2     | 1     | 258:208 | +50   |
| 3.   | Singapur       | 1     | 2     | 200:215 | −15   |
| 4.   | Thailand       | 0     | 3     | 150:214 | −64   |

### Gruppe 2
Spiele
| Datum               | Team 1   | Team 2   | Ergebnis    |
| ------------------- | -------- | -------- | ----------- |
| 27. Nov., 13:30 Uhr | Südkorea | Kanada   | 63:74 n. V. |
| 28. Nov., 10:30 Uhr | Japan    | Südkorea | 83:67       |
| 29. Nov., 10:30 Uhr | Kanada   | Japan    | 73:60       |

Tabelle
| Rang | Team     | Siege | Ndlg. | Körbe   | Diff. |
| ---- | -------- | ----- | ----- | ------- | ----- |
| 1.   | Kanada   | 2     | 0     | 147:123 | +24   |
| 2.   | Japan    | 1     | 1     | 143:140 | +3    |
| 3.   | Südkorea | 0     | 2     | 130:157 | −27   |

### Platzierungsspiele um Rang 13 bis 15
Qualifikation
Das Team aus  Singapur hatte in der Qualifikation ein Freilos.
| Datum              | Team 1   | Team 2   | Ergebnis |
| ------------------ | -------- | -------- | -------- |
| 30. Nov., 9:00 Uhr | Thailand | Südkorea | 47:61    |

Spiel um Rang 13
| Datum              | Team 1   | Team 2   | Ergebnis |
| ------------------ | -------- | -------- | -------- |
| 01. Dez., 9:00 Uhr | Südkorea | Singapur | 79:92    |

### Platzierungsspiele um Rang 9 bis 12
Qualifikation
| Datum               | Team 1         | Team 2 | Ergebnis |
| ------------------- | -------------- | ------ | -------- |
| 30. Nov., 10:30 Uhr | Republik China | Japan  | 61:82    |
| 30. Nov., 13:30 Uhr | Australien     | Kanada | 38:83    |

Spiel um Platz 11
| Datum               | Team 1         | Team 2     | Ergebnis |
| ------------------- | -------------- | ---------- | -------- |
| 01. Dez., 10:30 Uhr | Republik China | Australien | 87:70    |

Spiel um Platz 9
| Datum               | Team 1 | Team 2 | Ergebnis |
| ------------------- | ------ | ------ | -------- |
| 01. Dez., 13:30 Uhr | Japan  | Kanada | 60:75    |

## Viertelfinale
In zwei Gruppen wurden die vier Teilnehmer der Halbfinalspiele ermittelt: Die jeweils zwei Gruppenersten (grün unterlegt) qualifizierten sich für das Halbfinale, die Gruppendritten und -vierten spielten in der Platzierungsrunde um die Ränge 5 bis 8.

### Gruppe A
Spiele
| Datum               | Team 1     | Team 2      | Ergebnis    |
| ------------------- | ---------- | ----------- | ----------- |
| 27. Nov., 15:00 Uhr | Frankreich | Chile       | 71:60       |
| 27. Nov., 21:30 Uhr | Uruguay    | Philippinen | 79:70 n. V. |
| 28. Nov., 15:00 Uhr | Uruguay    | Chile       | 80:73       |
| 28. Nov., 20:00 Uhr | Frankreich | Philippinen | 58:65 n. V. |
| 29. Nov., 16:30 Uhr | Chile      | Philippinen | 88:69       |
| 29. Nov., 21:30 Uhr | Frankreich | Uruguay     | 66:62       |

Tabelle
| Rang | Team        | Siege | Ndlg. | Körbe   | Diff. |
| ---- | ----------- | ----- | ----- | ------- | ----- |
| 1.   | Frankreich  | 2     | 1     | 195:187 | +8    |
| 2.   | Uruguay     | 2     | 1     | 221:209 | +12   |
| 3.   | Chile       | 1     | 2     | 221:220 | +1    |
| 4.   | Philippinen | 1     | 2     | 204:225 | −21   |

### Gruppe B
Spiele
| Datum               | Team 1             | Team 2             | Ergebnis |
| ------------------- | ------------------ | ------------------ | -------- |
| 27. Nov., 16:30 Uhr | Bulgarien          | Vereinigte Staaten | 44:85    |
| 27. Nov., 20:00 Uhr | Brasilien          | Sowjetunion        | 68:87    |
| 28. Nov., 16:30 Uhr | Bulgarien          | Sowjetunion        | 56:66    |
| 28. Nov., 21:30 Uhr | Vereinigte Staaten | Brasilien          | 113:51   |
| 29. Nov., 15:00 Uhr | Sowjetunion        | Vereinigte Staaten | 55:85    |
| 29. Nov., 20:00 Uhr | Bulgarien          | Brasilien          | 82:73    |

Tabelle
| Rang | Team               | Siege | Ndlg. | Körbe   | Diff. |
| ---- | ------------------ | ----- | ----- | ------- | ----- |
| 1.   | Vereinigte Staaten | 3     | 0     | 283:150 | +133  |
| 2.   | Sowjetunion        | 2     | 1     | 208:209 | −1    |
| 3.   | Bulgarien          | 1     | 2     | 182:224 | −42   |
| 4.   | Brasilien          | 0     | 3     | 192:282 | −90   |

## Platzierungsrunde um Rang 5 bis 8
Qualifikation
| Datum               | Team 1      | Team 2    | Ergebnis |
| ------------------- | ----------- | --------- | -------- |
| 30. Nov., 15:00 Uhr | Chile       | Brasilien | 64:89    |
| 30. Nov., 16:30 Uhr | Philippinen | Bulgarien | 70:80    |

Spiel um Platz 7
| Datum              | Team 1 | Team 2      | Ergebnis |
| ------------------ | ------ | ----------- | -------- |
| 1. Dez., 15:00 Uhr | Chile  | Philippinen | 68:75    |

Spiel um Platz 5
| Datum              | Team 1    | Team 2    | Ergebnis |
| ------------------ | --------- | --------- | -------- |
| 1. Dez., 16:30 Uhr | Brasilien | Bulgarien | 52:64    |

## Halbfinale
Die jeweils Erst- und Zweitplatzierten der Viertelfinalgruppen hatten sich für die Halbfinalspiele qualifiziert. Die beiden Sieger der Halbfinalspiele qualifizierten sich für das Finale, die unterlegenen Teams qualifizierten sich für das Spiel um Platz 3.
| Datum              | Team 1     | Team 2             | Ergebnis |
| ------------------ | ---------- | ------------------ | -------- |
| 30. Nov. 20:00 Uhr | Frankreich | Sowjetunion        | 49:56    |
| 30. Nov. 20:00 Uhr | Uruguay    | Vereinigte Staaten | 38:101   |

## Spiel um Platz 3
| Datum             | Team 1     | Team 2  | Ergebnis |
| ----------------- | ---------- | ------- | -------- |
| 1. Dez. 20:00 Uhr | Frankreich | Uruguay | 62:71    |

## Finale
| Datum             | Team 1      | Team 2             | Ergebnis |
| ----------------- | ----------- | ------------------ | -------- |
| 1. Dez. 21:30 Uhr | Sowjetunion | Vereinigte Staaten | 55:89    |

## Abschlussplatzierung / Kader
| Rang | Nation             | Spieler |
| ---- | ------------------ | --- |
| 1    | Vereinigte Staaten | Dick Boushka, Carl Cain, Chuck Darling, Billy Evans, Gilbert Ford, Bill Hougland, K. C. Jones, Burdette Haldorson, Robert Jeangerard, Bill Russell, Ron Tomsic, Jim Walsh                                                |
| 2    | Sowjetunion        | Maigonis Valdmanis, Algirdas Lauritėnas, Kazys Petkevičius, Jānis Krūmiņš, Valdis Muižnieks, Stanislovas Stonkus, Michail Studenezki, Wiktor Subkow, Juri Oserow, Michail Semjonow, Arkadi Botschkarjow, Wladimir Torban |
| 3    | Uruguay            | Carlos Blixer, Nelson Chelle, Ramiro Cortés, Nelson Demarco, Héctor Costa, Héctor García Otero, Oscar Moglia, Raúl Mera, Carlos González, Sergio Matto, Ariel Olascoaga, Milton Scarón                                   |
| 4    | Frankreich         | Roger Veyron, Gérard Sturla, Paul Schlupp, Henri Rey, Robert Monclar, Roger Haudegand, Henri Grange, Yves Gominon, Maurice Buffière, Jean-Paul Beugnot, Christian Baltzer, Roger Antoine                                 |
| 5    | Bulgarien          | Atanas Atanassow, Nikolaj Ilow, Georgi Kanew, Wasil Manchenko, Ilija Mirchew, Georgi Panow, Ljubomir Panow, Wiktor Radew, Wladimir Sawow, Zwetko Slawow, Konstantin Totew                                                |
| 6    | Brasilien          | Algodão, Amaury, Angelim, Edson Bispo dos Santos, Wilson Bombarda, Mayr Facci, Fausto, Jamil Gedeão, Nélson Lisboa, Zé Luiz, Wlamir Marques, Jorge Olivieri                                                              |
| 7    | Philippinen        | Carlos Badion, Rafael Barretto, Ramón Campos, Loreto Carbonell, Tony Genato, Eddie Lim, Carlos Loyzaga, Ramón Manulat, Leonardo Marquicias, Mariano Tolentino, Martin Urra, Antonio Villamor                             |
| 8    | Chile              | Hernán Raffo, Juan Arredondo, Juan Ostoic, Luis Salvadores, Maximiliano Garafulic, Orlando Etcheverre, Orlando Silva, Pedro Araya, Raúl Urra, Rolando Etchepare, Rufino Bernedo, Victor Mahaña                           |
| 9    | Kanada             | Ron Bissett, Douglas Brinham, Melvin Brown, Bob Burtwell, Ed Lucht, Don Macintosh, John McLeod, Coulter Osborne, Bernard Pickell, Ron Stuart, George Stulac, Ed Wild                                                     |
| 10   | Japan              | Riichi Arai, Manabu Fujita, Kenichi Imaizumi, Takashi Itoyama, Hitoshi Konno, Setsuo Nara, Tetsuro Noborisaka, Reizo Ohira, Hiroshi Saitō, Shutaro Shoji, Takeo Sugiyama                                                 |
| 11   | Republik China     | Chen Tsu-li, Chien Kok-ching, Hoo Cha-pen, James Yap, Lai Lam-kwong, Ling Jing-huan, Loo Hor-kuay, Tong Suet-fong, Wang Yih-jiun, Willie Chu, Wu Yet-an, Yung Pi-hock                                                    |
| 12   | Australien         | Algis Ignatavicius, Bruce Flick, Colin Burdett, Geoff Heskett, Inge Friedenfelds, George Dancis, Ken Finch, Merv Moy, Peter Bumbers, Peter Demos, Peter Sutton, Stan Dargis                                              |
| 13   | Singapur           | Sho Fa Chen, Jerome Henderson, Ho Lien Siew, Tai Chuen Ko, Chak Men Lee, Kiat Guan Ong, Tian Siak Wee, Kim Poh Wong, Tit Kwan Yee, Gek Huat Yeo                                                                          |
| 14   | Südkorea           | An Byeong-seok, An Yeong-sik, Baek Jeong-nam, Choi Tae-gon, Go Se-tae, Jo Byeong-hyeon, Kim Chun-bae, Kim Hyeong-il, Kim Yeong-gi, Kim Yeong-su                                                                          |
| 15   | Thailand           | Kirindr Chatvalwong, Visit Chivacharern, Mongkol Ounalulom, Suragit Rukpanich, Chantra Sailee, Kuang Saitang, Ampol Saranont, Chalaw Sonthong, Ta Sriratana                                                              |